# Коклас фазан
Коклас фазаните (Pucrasia macrolopha), наричани също кокласи и клиноопашати фазани, са вид птици от семейство Фазанови (Phasianidae), единствен представител на род Pucrasia.
Разпространени са по южните склонове на Хималаите и в югоизточната част на Китай. Хранят се със семена и бамбукови издънки, а през размножителния период – с мравки и други насекоми. Те са сред малкото кокошоподобни, които могат да летят на сравнително големи разстояния.